# بيرسونا 3 ذا موفي: 3 فلينغ داون
بيرسونا 3 ذا موفي: 3 فلينغ داون (باليابانية: 劇場版「ペルソナ3」第3章، بالروماجي: Gekijōban Perusona 3 Dai San Shō) هو فيلم أنمي ياباني من إخراج كيتارو موتوناغا ومن تأليف جون كوماغاي ومن أيه-1 بكتشرز، هو الفيلم الثالث من سلسلة بيرسونا 3 ذا موفي [الإنجليزية]، هو مقتبس من لعبة الفيديو برسونا 3 من تطوير أتلس. عرض الفيلم في اليابان في 4 أبريل عام 2015.

## القصة
تدور أحداث القصة عن جونبي إيوري الذي يختطف من قبل عضو في ستريغا تشيدوري يوشينو، بينما كان ماكوتو والبقية يقاتلون. أثناء قتالهم فقد ماكوتو وعيه ورأى رؤية لفاروس، وأخبر ماكوتو أنه سيغادر على الرغم من مناشدة ماكوتو له بعدم المغادرة. استيقظ ماكوتو وأصدقاؤه ونجحوا في هزيمة شادو أركانا وإنقاذ جيمبي.

## الأداء الصوتي
ماكوتو يوكي
أداء صوتي: أكيرا إيشيدا
يوكاري تاكيدا
أداء صوتي: ميغومي تويوغوتشي
جونبي إيوري
أداء صوتي: كوسكي توريومي
ميتسورو كيريجو
أداء صوتي: ريه تاناكا
أكيهيكو سانادا
أداء صوتي: هيكارو ميدوريكاوا
فوكا ياماغيشي
أداء صوتي: ماميكو نوتو
شينجيرو أراغاكي
أداء صوتي: كازويا ناكاي
إيجيس
أداء صوتي: مايا ساكاموتو
كين أمادا
أداء صوتي: ميغومي أوغاتا

## وصلات خارجية
- الموقع الرسمي باللغة اليابانية
- بيرسونا 3 ذا موفي نسخة محفوظة 5 مارس 2018 على موقع واي باك مشين. على موقع أنيبلكس باللغة اليابانية
- بيرسونا 3 ذا موفي: 3 فلينغ داون على موقع IMDb (الإنجليزية)
- بيرسونا 3 ذا موفي: 3 فلينغ داون على موقع نتفليكس (الإنجليزية)
- بيرسونا 3 ذا موفي: 3 فلينغ داون على موقع أول موفي (الإنجليزية)
- بيرسونا 3 ذا موفي: 3 فلينغ داون على موقع فيلمافينيتي (الإسبانية)
- بيرسونا 3 ذا موفي: 3 فلينغ داون على موقع قاعدة بيانات الفيلم (الإنجليزية)
- بيرسونا 3 ذا موفي: 3 فلينغ داون على موقع ليتربوكسد (الإنجليزية)
- بيرسونا 3 ذا موفي: 3 فلينغ داون على موقع كينوبويسك (الروسية)